# Yutuwichan
Yutuwichan (u dijalektu fort grahame Yutuuchan) /možda Lake People/, jedna od lokalnih skupina ili bandi Sekani Indijanaca koji su živjeli u sjevernom kraju jezera McLeod Lake i na jezeru Takla Lake u [Kanada|kanadskoj] provinciji Britanska Kolumbija. Pripadnici ove bande kasnije će postat dio bande Fort McLeod, i možda dio bande Takla Lake.
Ime ovog plemena izgleda identično je s Yutsutkenne (kod Hodgea), koji ih locira između jezera McLeod i rijeke Salmon a ime im prevodi sa  'people down there'

## Vanjske poveznice
- Sekani Indians of Canada